# Discografia de Rush
Esta é a discografia do Rush uma banda de rock canadense formada em agosto de 1968 na cidade de Toronto, Ontário.

## Álbuns de estúdio
| Ano                                                         | Detalhes do álbum                                               | Melhores posições na parada | Melhores posições na parada | Melhores posições na parada | Melhores posições na parada | Melhores posições na parada | Melhores posições na parada | Melhores posições na parada | Melhores posições na parada | Certificações | Certificações | Certificações |
| Ano                                                         | Detalhes do álbum                                               | CAN                         | FIN                         | ALE                         | PB                          | NOR                         | SUE                         | RU                          | EUA                         | CAN           | RU            | EUA           |
| ----------------------------------------------------------- | --------------------------------------------------------------- | --------------------------- | --------------------------- | --------------------------- | --------------------------- | --------------------------- | --------------------------- | --------------------------- | --------------------------- | ------------- | ------------- | ------------- |
| 1974                                                        | Rush - Lançado: Março de 1974 - Selo: Mercury                   | 88                          | —                           | —                           | —                           | —                           | —                           | —                           | 105                         |               |               | Ouro          |
| 1975                                                        | Fly by Night - Lançado: 15 de fevereiro de 1975 - Selo: Mercury | 37                          | —                           | —                           | —                           | —                           | —                           | —                           | 113                         | Platina       |               | Platina       |
| Caress of Steel - Lançado: Setembro de 1975 - Selo: Mercury | 48                                                              | —                           | —                           | —                           | —                           | —                           | —                           | 148                         | Ouro                        |               | Ouro          |               |
| 1976                                                        | 2112 - Lançado: Abril de 1976 - Selo: Mercury                   | 1                           | —                           | —                           | —                           | —                           | 33                          | —                           | 61                          | 2× Platina    |               | 3× Platina    |
| 1977                                                        | A Farewell to Kings - Lançado: - Selo: Mercury                  | 2                           | —                           | —                           | —                           | —                           | 41                          | 22                          | 33                          | Platina       | Ouro          | Platina       |
| 1978                                                        | Hemispheres - Lançado: - Selo: Mercury                          | 4                           | —                           | —                           | —                           | —                           | —                           | 14                          | 47                          | Platina       | Prata         | Platina       |
| 1980                                                        | Permanent Waves - Lançado: - Selo: Mercury                      | 1                           | —                           | —                           | —                           | 21                          | 26                          | 3                           | 4                           | Platina       | Ouro          | Platina       |
| 1981                                                        | Moving Pictures - Lançado: - Selo: Mercury                      | 1                           | —                           | —                           | —                           | 34                          | 32                          | 3                           | 3                           | 4× Platina    | Prata         | 4× Platina    |
| 1982                                                        | Signals - Lançado: - Selo: Mercury                              | 3                           | —                           | —                           | —                           | 33                          | 19                          | 3                           | 10                          | Platina       | Prata         | Platina       |
| 1984                                                        | Grace Under Pressure - Lançado: - Selo: Mercury                 | 1                           | —                           | —                           | —                           | —                           | 18                          | 5                           | 10                          | Platina       | Prata         | Platina       |
| 1985                                                        | Power Windows - Lançado: - Selo: Mercury                        | 2                           | —                           | —                           | —                           | —                           | 26                          | 9                           | 10                          | Platina       | Prata         | Platina       |
| 1987                                                        | Hold Your Fire - Lançado: - Selo: Mercury                       | 9                           | —                           | —                           | —                           | —                           | 21                          | 10                          | 13                          | Platina       | Prata         | Ouro          |
| 1989                                                        | Presto - Lançado: - Selo: Atlantic                              | 11                          | —                           | 60                          | —                           | —                           | —                           | 27                          | 16                          | Platina       | Prata         | Ouro          |
| 1991                                                        | Roll the Bones - Lançado: - Selo: Atlantic                      | 1                           | —                           | —                           | —                           | —                           | 31                          | 10                          | 3                           | Platina       |               | Platina       |
| 1993                                                        | Counterparts - Lançado: - Selo: Atlantic                        | 1                           | —                           | 88                          | 56                          | —                           | 45                          | 14                          | 2                           | Platina       |               | Ouro          |
| 1996                                                        | Test for Echo - Lançado: - Gravadora: Atlantic                  | 1                           | 9                           | 45                          | 53                          | —                           | 26                          | 25                          | 5                           | Ouro          |               | Ouro          |
| 2002                                                        | Vapor Trails - Lançado: - Selo: Atlantic                        | 3                           | 11                          | 20                          | 47                          | —                           | 18                          | —                           | 6                           | Ouro          |               |               |
| 2004                                                        | Feedback - Lançado: - Selo: Atlantic                            |                             |                             |                             | —                           |                             |                             | —                           |                             | Ouro          |               |               |
| 2007                                                        | Snakes & Arrows - Lançado: - Selo: Atlantic                     | 3                           | 4                           | 29                          | 16                          | 13                          | 6                           | 13                          | 3                           | Ouro          |               |               |
| 2012                                                        | Clockwork Angels - Lançado: - Selo: Roadrunner                  | 1                           |                             |                             |                             |                             |                             |                             | 2                           |               |               |               |

## Álbuns ao vivo
| Ano  | Detalhes do álbum | Melhores posições na parada | Melhores posições na parada | Melhores posições na parada | Melhores posições na parada | Melhores posições na parada | Melhores posições na parada | Melhores posições na parada | Melhores posições na parada | Melhores posições na parada | Melhores posições na parada | Certificações                                |
| Ano  | Detalhes do álbum | CAN                         | FIN                         | ALE                         | IRL                         | PB                          | NOR                         | POL                         | SUE                         | RU                          | EUA                         | Certificações                                |
| ---- | --- | --------------------------- | --------------------------- | --------------------------- | --------------------------- | --------------------------- | --------------------------- | --------------------------- | --------------------------- | --------------------------- | --------------------------- | -------------------------------------------- |
| 1976 | All the World's a Stage - Lançado: - Selo: Mercury                                                                           | 6                           | —                           | —                           | —                           | —                           | —                           | —                           | —                           | —                           | 40                          | - CAN - Platina - RU - Prata - EUA - Platina |
| 1981 | Exit...Stage Left - Lançado: - Selo: Mercury                                                                                 | 7                           | —                           | —                           | —                           | 19                          | 28                          | —                           | —                           | 6                           | 10                          | - CAN - Platina - RU - Prata - EUA - Platina |
| 1989 | A Show of Hands - Lançado: - Selo: Mercury                                                                                   | —                           | 9                           | 35                          | —                           | 38                          | —                           | —                           | 28                          | 12                          | 21                          | - CAN - Platina - EUA - Ouro                 |
| 1998 | Different Stages - Lançado: - Selo: Atlantic                                                                                 | 12                          | —                           | —                           | —                           | —                           | —                           | —                           | —                           | 121                         | 35                          | - CAN - Platina - EUA - Ouro                 |
| 2003 | Rush in Rio - Lançado: - Selo: Atlantic                                                                                      | —                           | —                           | —                           | —                           | —                           | —                           | —                           | —                           | 139                         | 33                          | - CAN - Ouro - EUA - Ouro                    |
| 2005 | R30: 30th Anniversary World Tour - Lançado: - Selo: Atlantic                                                                 | —                           | —                           | —                           | —                           | —                           | —                           | —                           | —                           | —                           | —                           |                                              |
| 2008 | Snakes & Arrows Live - Lançado: - Selo: Atlantic                                                                             | 8                           | —                           | 63                          | —                           | 36                          | —                           | —                           | 42                          | 70                          | 18                          |                                              |
| 2011 | Rush ABC 1974 - Lançado: 24 de Outubro de 2011 (Reino Unido) 1° de Novembro de 2011 (Estados Unidos) - Selo: LeftField Media | —                           | —                           | —                           | —                           | —                           | —                           | —                           | —                           | —                           | —                           |                                              |

## Compilações
| Informações do álbum |
| --- |
| Archives - Lançado: Abril de 1978 - Posições na parada: #121 (EUA) - Certificação da RIAA: Platina                                                   |
| Chronicles - Lançado: Setembro de 1990 - Posições na parada: #51 (EUA), #5 (Canadá), #42 (RU) - Certificação da RIAA: 2× Platina                     |
| Retrospective I - Lançado: Maio de 1997 - Posições na parada: - Certificação da RIAA:                                                                |
| Retrospective II - Lançado: Junho de 1997 - Posições na parada: - Certificação da RIAA:                                                              |
| The Spirit of Radio: Greatest Hits 1974-1987 - Lançado: Fevereiro de 2003 - Posições na parada: #62 (EUA), #17 (Canadá) - Certificação da RIAA: Ouro |
| Gold - Lançado: Abril de 2006 - Posições da parada: - Certificação da RIAA:                                                                          |
| Retrospective 3 - Lançado: 3 de março de 2009 - Posições da parada: - Certificação da RIAA:                                                          |

## Singles
| Ano  | Canção                                  | Posições na parada | Posições na parada | Posições na parada | Álbum                   |
| Ano  | Canção                                  | US Hot 100         | US MNSTR           | UK Singles         | Álbum                   |
| 1973 | "Not Fade Away"                         | -                  | -                  | -                  | Nenhum álbum            |
| 1974 | "Finding My Way"                        | -                  | -                  | -                  | Rush                    |
| 1974 | "In the Mood"                           | -                  | -                  | -                  | Rush                    |
| 1975 | "Fly by Night"                          | -                  | -                  | -                  | Fly by Night            |
| 1975 | "Making Memories"                       | -                  | -                  | -                  | Fly by Night            |
| 1976 | "The Necromancer: Return of the Prince" | -                  | -                  | -                  | Caress of Steel         |
| 1976 | "Lakeside Park"                         | -                  | -                  | -                  | Caress of Steel         |
| 1977 | "The Twilight Zone"                     | -                  | -                  | -                  | 2112                    |
| 1977 | "2112: Overture/The Temples of Syrinx"  | -                  | -                  | -                  | 2112                    |
| 1977 | "A Passage to Bangkok"                  | -                  | -                  | -                  | 2112                    |
| 1977 | "Fly by Night (Live)"                   | -                  | -                  | -                  | All The World's a Stage |
| 1977 | "Closer to the Heart"                   | 76                 | -                  | 36                 | A Farewell to Kings     |
| 1978 | "Cinderella Man"                        | -                  | -                  | -                  | A Farewell to Kings     |
| 1978 | "The Trees                              | -                  | -                  | -                  | Hemispheres             |
| 1979 | "Circumstances"                         | -                  | -                  | -                  | Hemispheres             |
| 1980 | "The Spirit of Radio"                   | 51                 | -                  | 13                 | Permanent Waves         |
| 1980 | "Freewill"                              | -                  | -                  | -                  | Permanent Waves         |
| 1980 | "Entre Nous"                            | 110                | -                  | -                  | Permanent Waves         |
| 1981 | "Limelight"                             | 55                 | 4                  | -                  | Moving Pictures         |
| 1981 | "Tom Sawyer"                            | 44                 | 8                  | -                  | Moving Pictures         |
| 1981 | "Vital Signs"                           | -                  | -                  | 41                 | Moving Pictures         |
| 1982 | "Tom Sawyer (Live)"                     | -                  | 42                 | 25                 | Exit...Stage Left       |
| 1982 | "Closer to the Heart (Live)"            | 69                 | 21                 | -                  | Exit...Stage Left       |
| 1982 | "New World Man"                         | 21                 | 1                  | 42                 | Signals                 |
| 1982 | "Subdivisions"                          | 105                | 8                  | 53                 | Signals                 |
| 1983 | "The Analog Kid"                        | -                  | 19                 | -                  | Signals                 |
| 1983 | "The Weapon"                            | -                  | -                  | -                  | Signals                 |
| 1983 | "Countdown"                             | -                  | -                  | 36                 | Signals                 |
| 1984 | "Distant Early Warning"                 | -                  | 3                  | -                  | Grace Under Pressure    |
| 1984 | "The Body Electric"                     | 105                | 23                 | 56                 | Grace Under Pressure    |
| 1984 | "Red Sector A"                          | -                  | 21                 | -                  | Grace Under Pressure    |
| 1984 | "Afterimage"                            | -                  | -                  | -                  | Grace Under Pressure    |
| 1985 | "The Big Money"                         | 45                 | 4                  | -                  | Power Windows           |
| 1985 | "Territories"                           | -                  | 30                 | -                  | Power Windows           |
| 1986 | "Mystic Rhythms"                        | -                  | 21                 | -                  | Power Windows           |
| 1986 | "Manhattan Project"                     | -                  | 10                 | -                  | Power Windows           |
| 1986 | "Marathon"                              | -                  | -                  | -                  | Power Windows           |
| 1987 | "Time Stand Still"                      | -                  | 3                  | 41                 | Hold Your Fire          |
| 1987 | "Prime Mover"                           | -                  | -                  | -                  | Hold Your Fire          |
| 1987 | "Force Ten"                             | -                  | 3                  | -                  | Hold Your Fire          |
| 1988 | "Lock and Key"                          | -                  | 16                 | -                  | Hold Your Fire          |
| 1989 | "Mission (Live)"                        | -                  | 33                 | -                  | A Show of Hands         |
| 1989 | "Marathon (Live)"                       | -                  | 6                  | -                  | A Show of Hands         |
| 1989 | "Show Don't Tell"                       | -                  | 1                  | -                  | Presto                  |
| 1990 | "The Pass"                              | -                  | 15                 | -                  | Presto                  |
| 1990 | "Superconductor"                        | -                  | 37                 | -                  | Presto                  |
| 1991 | "Dreamline"                             | -                  | 1                  | -                  | Roll the Bones          |
| 1992 | "Roll the Bones"                        | -                  | 9                  | 49                 | Roll the Bones          |
| 1992 | "Face Up"                               | -                  | -                  | -                  | Roll the Bones          |
| 1992 | "Heresy"                                | -                  | -                  | -                  | Roll the Bones          |
| 1992 | "Bravado"                               | -                  | 13                 | -                  | Roll the Bones          |
| 1992 | "Ghost of a Chance"                     | -                  | 2                  | -                  | Roll the Bones          |
| 1993 | "Stick It Out"                          | -                  | 1                  | -                  | Counterparts            |
| 1994 | "Nobody's Hero"                         | -                  | 9                  | -                  | Counterparts            |
| 1994 | "Cold Fire"                             | -                  | 2                  | -                  | Counterparts            |
| 1994 | "Animate"                               | -                  | 35                 | -                  | Counterparts            |
| 1994 | "Double Agent"                          | -                  | -                  | -                  | Counterparts            |
| 1996 | "Test for Echo"                         | -                  | 1                  | -                  | Test for Echo           |
| 1996 | "Half the World"                        | -                  | 6                  | -                  | Test for Echo           |
| 1997 | "Driven"                                | -                  | 20                 | -                  | Test for Echo           |
| 1997 | "Virtuality"                            | -                  | -                  | -                  | Test for Echo           |
| 1997 | "Resist"                                | -                  | -                  | -                  | Test for Echo           |
| 1998 | "The Spirit of Radio (Live)"            | -                  | 27                 | -                  | Different Stages        |
| 1998 | "Closer to the Heart (Live)"            | -                  | -                  | -                  | Different Stages        |
| 2002 | "Secret Touch"                          | -                  | 25                 | -                  | Vapor Trails            |
| 2002 | "One Little Victory"                    | -                  | 10                 | -                  | Vapor Trails            |
| 2002 | "Sweet Miracle"                         | -                  | -                  | -                  | Vapor Trails            |
| 2003 | "Resist (Live Acoustic Version)"        | -                  | -                  | -                  | Rush in Rio             |
| 2004 | "Summertime Blues"                      | -                  | 30                 | -                  | Feedback                |
| 2007 | "Far Cry"                               | -                  | 22                 | -                  | Snakes & Arrows         |
| 2007 | "Spindrift"                             | -                  | -                  | -                  | Snakes & Arrows         |
| 2007 | "The Larger Bowl (A Pantoum)"           | -                  | 16                 | -                  | Snakes & Arrows         |
| 2008 | "Workin' Them Angels"                   | -                  | 30                 | -                  | Snakes & Arrows Live    |

## Videoclipes
| 1975 | "Anthem" (Don Kirshner's Rock Concert)       | Fly by Night         |
| 1975 | "Fly by Night" (Don Kirshner's Rock Concert) | Fly by Night         |
| 1975 | "Best I Can" (Don Kirshner's Rock Concert)   | Fly by Night         |
| 1977 | "Closer to the Heart"                        | A Farewell to Kings  |
| 1977 | "A Farewell to Kings"                        | A Farewell to Kings  |
| 1977 | "Xanadu"                                     | A Farewell to Kings  |
| 1978 | "Circumstances"                              | Hemispheres          |
| 1978 | "The Trees"                                  | Hemispheres          |
| 1978 | "La Villa Strangiato"                        | Hemispheres          |
| 1981 | "Limelight"                                  | Moving Pictures      |
| 1981 | "Tom Sawyer"                                 | Moving Pictures      |
| 1981 | "Vital Signs"                                | Moving Pictures      |
| 1982 | "Subdivisions"                               | Signals              |
| 1983 | "Countdown"                                  | Signals              |
| 1984 | "Distant Early Warning"                      | Grace Under Pressure |
| 1984 | "Afterimage"                                 | Grace Under Pressure |
| 1984 | "The Body Electric"                          | Grace Under Pressure |
| 1984 | "The Enemy Within"                           | Grace Under Pressure |
| 1985 | "The Big Money"                              | Power Windows        |
| 1986 | "Mystic Rhythms"                             | Power Windows        |
| 1987 | "Time Stand Still"                           | Hold Your Fire       |
| 1988 | "Lock and Key"                               | Hold Your Fire       |
| 1989 | "Show Don't Tell"                            | Presto               |
| 1990 | "The Pass"                                   | Presto               |
| 1990 | "Superconductor"                             | Presto               |
| 1992 | "Roll the Bones"                             | Roll the Bones       |
| 1993 | "Stick It Out"                               | Counterparts         |
| 1994 | "Nobody's Hero"                              | Counterparts         |
| 1996 | "Half the World"                             | Test for Echo        |
| 1997 | "Driven"                                     | Test for Echo        |
| 2007 | "Far Cry"                                    | Snakes & Arrows      |

## Vídeos
| Lançado                | Título                           | Selo     | U.S. Chart Position | Certificações do RIAA |
| 1981                   | Exit...Stage Left                | Polygram |                     | Ouro                  |
| 1984                   | Grace Under Pressure Tour        | Polygram |                     |                       |
| 1985                   | Through the Camera Eye           | Polygram |                     |                       |
| 1989                   | A Show of Hands                  | Polygram |                     | Platina               |
| 1990                   | Chronicles                       | Polygram |                     | Platina               |
| Outubro de 2003        | Rush in Rio                      | Rounder  |                     | 5× Platina            |
| Novembro de 2005       | R30: 30th Anniversary World Tour | Rounder  |                     | 4× Platina            |
| Junho de 2006          | Rush Replay X3                   | Mercury  | 1                   | 2× Platina            |
| 24 de novembro de 2008 | Snakes & Arrows Live             | Rounder  |                     |                       |
| 19 de Novembro de 2013 | Clockwork Angels Tour            | Rounder  |                     |                       |